# Przekonanie
Przekonanie – sąd, zdanie oparte na przeświadczeniu o prawdziwości, słuszności czegoś. 

Z pojęciem przekonania wiążą się następujące terminy:
- ekspansja przekonań – dołączenie nowych przekonań do już posiadanych,
- kontrakcja przekonań – odrzucenie przekonania,
- rewizja przekonań – odrzucenie przekonania i dołączenie przekonania przeciwnego.